# فرشگرد
فَرَشگَرد در زبان پهلوی بمعنی رساندن جهان به کمالی است که در آغاز آفرینش و پیش از یورش اهریمن و ورود پلیدی به آن، وجود داشته است. و از ارکان اصلیِ مزدیسنا می‌باشد و برابر با معاد در ادیانِ سامی است. در متون دینی زرتشتی از آن به بازسازی جهان نام برده شده و با ظهور سوشیانت آغاز می‌گردد. در این دوره، به فراخور سنتِ زرتشتی و عقاید کهن، اهریمن شکست می‌خورد و دیوان به درون زمین فرو می‌روند و در پی آن، پلیدی از جهان رخت بر می بندد. در فرشگرد هر ایزدی دیو رقیب خود را از میان بر می‌دارد. زمان رخداد آن را در نیمروز و در گاه رپیتون دانسته و از این روز ایزد رپیتوین را سرور فرشگرد نامیده‌اند.